# Druckholz
Als Druckholz oder Buchs(holz) bezeichnet man das Reaktionsholz der Nadelhölzer,  das vor allem auf der Unterseite schiefstehender Stämme bzw. Äste auftritt und durch den Aufbau von Druckkräften sowie oft durch eine rötliche Färbung gekennzeichnet ist.

## Bau
| Bestandteil        | Druckholz | Normalholz |
| ------------------ | --------- | ---------- |
| Lignin             | 35 … 41   | 22 … 32    |
| Cellulose          | 29 … 31   | 38 … 47    |
| Galactoglucomannan | 8 … 9     | 15 … 18    |
| Galactan           | 9 … 11    | -          |
| Xylan              | 7 … 12    | 8 … 12     |
| Sonstige           | ca. 4     | ca. 2      |

Der chemische und anatomische Bau von Druckholz weist zahlreiche Unterschiede zum normalen Stammholz auf:
- Bei Druckholz ist der Anteil an Lignin und Galactan erhöht, der Cellulose- und Galactoglucomannangehalt hingegen reduziert.
- In den Zellecken zwischen den Tracheiden treten häufig Interzellularräume auf.
- Sowohl Mittellamelle als auch die Primärwand sind weniger stark lignifiziert als im Normalholz.
- Die Sekundärwand 1 ist im Druckholz beträchtlich dicker als im Normalholz und kann in den Zellecken sogar die Dicke der Sekundärwand 2 erreichen.
- Der Mikrofibrillenwinkel, d. h. der Winkel der Mikrofibrillen zur Zelllängsachse, in der Sekundärwand 2 ist außergewöhnlich groß. Er schwankt zwischen 30° und 50°. Innerhalb der Sekundärwand 2 wird bei Druckholz zwischen einem äußeren und einem inneren Bereich unterschieden. Der äußere Teil besitzt einen geringeren Cellulosegehalt und einen höheren Ligningehalt als die übrige Sekundärwand 2. Der innere Bereich wird von helixförmigen radialen Spalten durchzogen.
- Normalerweise fehlt die Tertiärwand  im Druckholz.
- Die Zellwanddicke der Druckholztracheiden übersteigt die von Normalholz (auch die des Spätholzes). Dagegen sind  im Fall der Zelllänge um 20 bis 40 % geringere Werte zu beobachten.

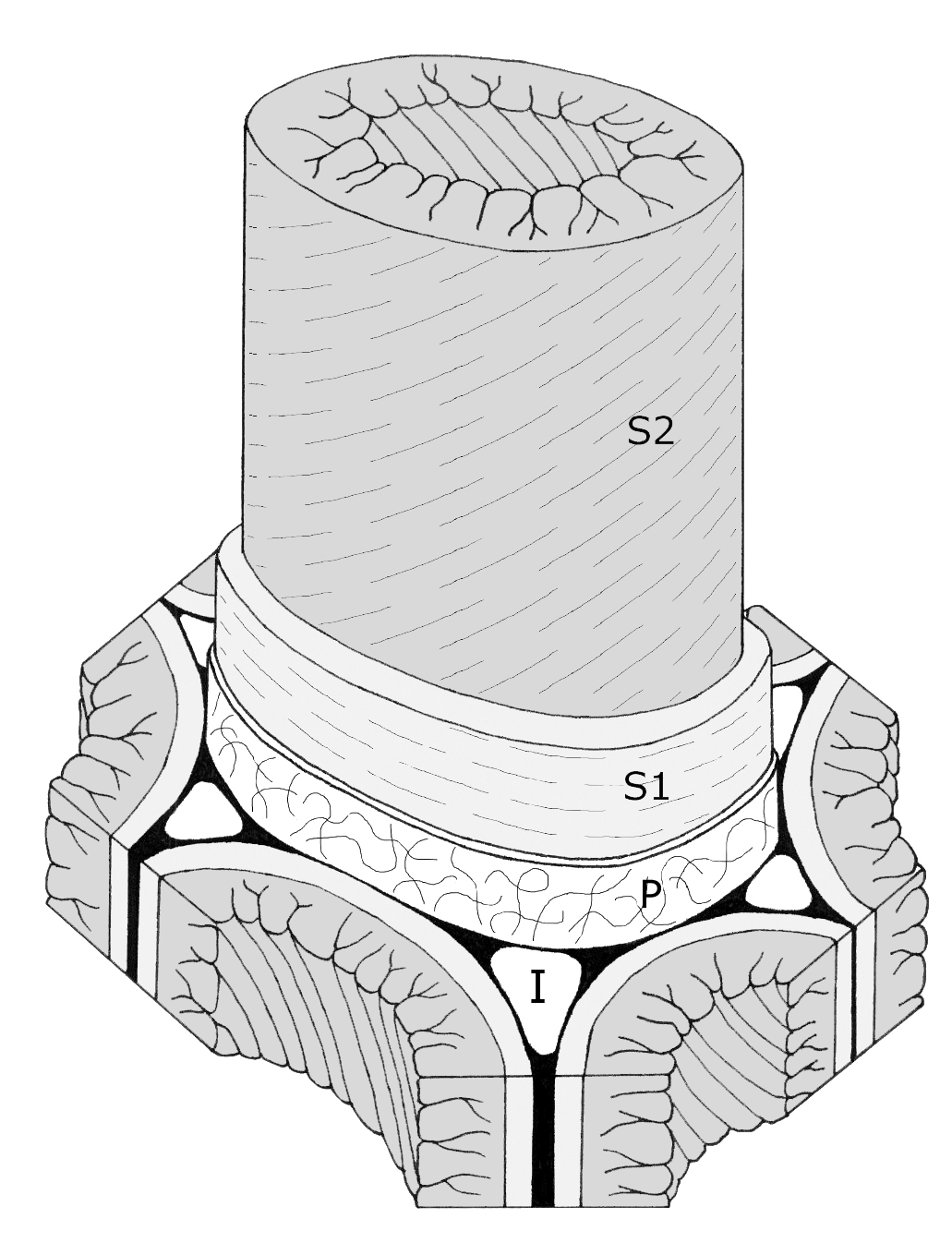
Zellwandmodell einer Druckholzzelle

## Druckholz als Richtgewebe
Als aktives Richtgewebe ermöglicht Druckholz eine Stabilisierung bzw. Reorientierung der unter äußerer Beanspruchung (Gravitationsfeld der Erde, Schneelast, Wind) stehenden Stamm- und Astbereiche. Verantwortlich hierfür sind Wachstumsspannungen, die während der Zelldifferenzierung im Kambium entstehen. Für ihre Entstehung werden zwei Phänomene verantwortlich gemacht: Die Kristallisation von Cellulosefibrillen, die eine axiale Kontraktion nach sich zieht und die Einlagerung von Lignin zwischen den Cellulosefibrillen, wodurch es zur Bildung von Druckspannungen senkrecht zur Fibrillenrichtung und zu Zugspannungen parallel dazu kommt. Infolge des flachen Fibrillenanstieges in den Zellwänden von Druckholz führen diese Wachstumsspannungen zur Bildung von Druckspannungen in Faserrichtung.

## Physikalische Eigenschaften

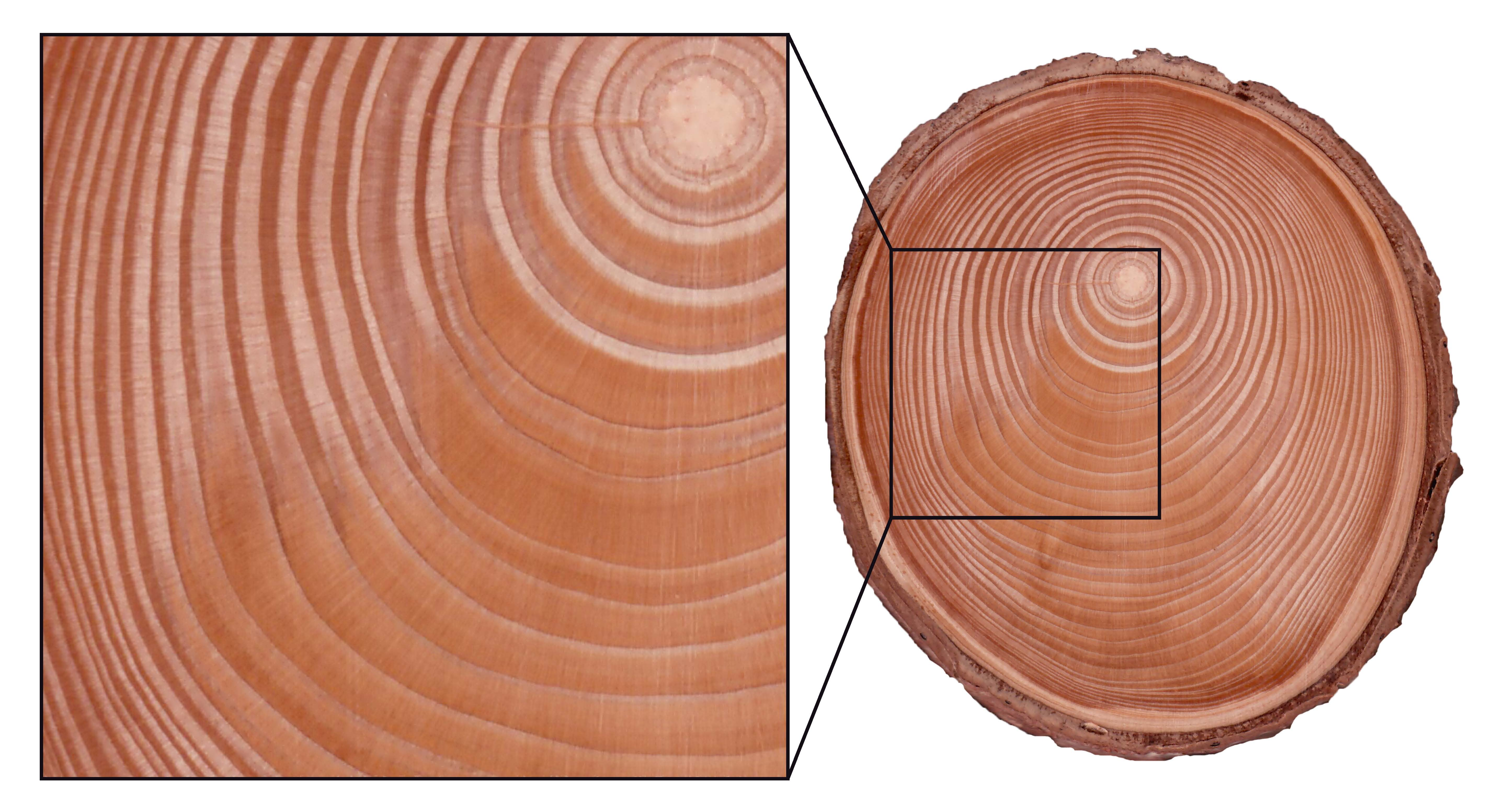
Rötliche Färbung von Druckholz (Picea abies)

Die chemischen und anatomischen Besonderheiten von Druckholz wirken sich in vielfältiger Weise auf seine physikalischen Eigenschaften aus:
- Druckholz unterscheidet sich makroskopisch von Normalholz durch seine dunklere, rötliche Farbe und wird deshalb auch als Rotholz bezeichnet. Verantwortlich dafür ist der hohe Ligningehalt von Druckholz und die Dickwandigkeit der Tracheiden.
- Mit zunehmender Druckholzausprägung steigt die Rohdichte des Holzes.
- Aufgrund des hohen Ligningehaltes hat Druckholz einen niedrigeren Fasersättigungspunkt.
- Druckholz besitzt eine deutlich höhere Längsschwindung, jedoch ein niedrigeres Schwindmaß in radialer und tangentialer Richtung im Vergleich zu Normalholz.
- Bei Längszugbelastung liegt die Festigkeit und der Elastizitätsmodul von Druckholz um bis zu 65 % niedriger als bei Normalholz, die Bruchdehnung kann (im fasergesättigten Zustand) um den Faktor fünf und mehr erhöht sein. Die Hauptverantwortung dafür trägt der größere Mikrofibrillenwinkel.
- Unter Druckbelastung ist die Festigkeit von Druckholz im Allgemeinen höher als die von Normalholz. Als Ursachen sind die erhöhte Ligninkonzentration und -kondensation bzw. die Dickwandigkeit der Zellen zu nennen.

## Holzverwendung
Das Vorhandensein von Druckholz zieht zumeist unerwünschte Verwendungseigenschaften nach sich. Beim Fällen kann es zu einem Klemmen der Säge kommen, beim Einschneiden des Holzes zu Schnittholz zu Krümmungen des Sägeblockes bzw. einem Abgleiten der Säge. Wegen seiner Härte und Sprödigkeit gilt Druckholz im Allgemeinen als schwer bearbeitbar. Die geringere Belastbarkeit schränkt die Eignung als Konstruktionsholz ein. Hinzu kommt, dass Holz mit hohem Druckholzanteil stark arbeitet. Druckholz tritt im gewachsenen Gefüge in enger Nachbarschaft zu Normalholz auf und so führen die abweichenden Quell- und Schwindmaße bei einer Änderung der Holzfeuchte zu einem Verwerfen des Schnittholzes. Bei einer Auflösung des gewachsenen Holzgefüges im Zuge der Herstellung von Zellstoff bzw. Holzwerkstoffen sinkt der Einfluss der Druckholzeigenschaften. Nur in Einzelfällen ergeben sich vorteilhafte Verwendungseigenschaften.